# Cycloderma frenatum
Cycloderma frenatum är en sköldpaddsart som beskrevs av  Wilhelm Peters 1854. Arten ingår i släktet Cycloderma och familjen lädersköldpaddor. IUCN kategoriserar Cycloderma frenatum globalt som starkt hotad. Inga underarter finns listade i Catalogue of Life.
Arten återfinns i Malawi, Moçambique, Tanzania, Zambia och Zimbabwe.
Relativt lite är känt om Cycloderma frenatums habitat, vuxna har hittats främst i stora floder och sjöar, medan ungdjuren återfunnits i kärr vid flodslätter. Arten lever på höjder från cirka 500 meter över havet i Malawisjön till strax över havsnivå.
Cycloderma frenatum äter huvudsakligen musslor och snäckor, andra livsmedel som fisk, vattenlevande insekter, kräftdjur och groddjur kan konsumeras ibland.
Vuxna honor lägger mellan 15 och 25 ägg åt gången, tillgängliga data tyder på att det är sannolikt att de kan lägga ägg flera gånger per år. Ungarna har 40 till 48 millimeter långa skal och väger ca 15 gram.